# أحفورة متعددة الطبقات

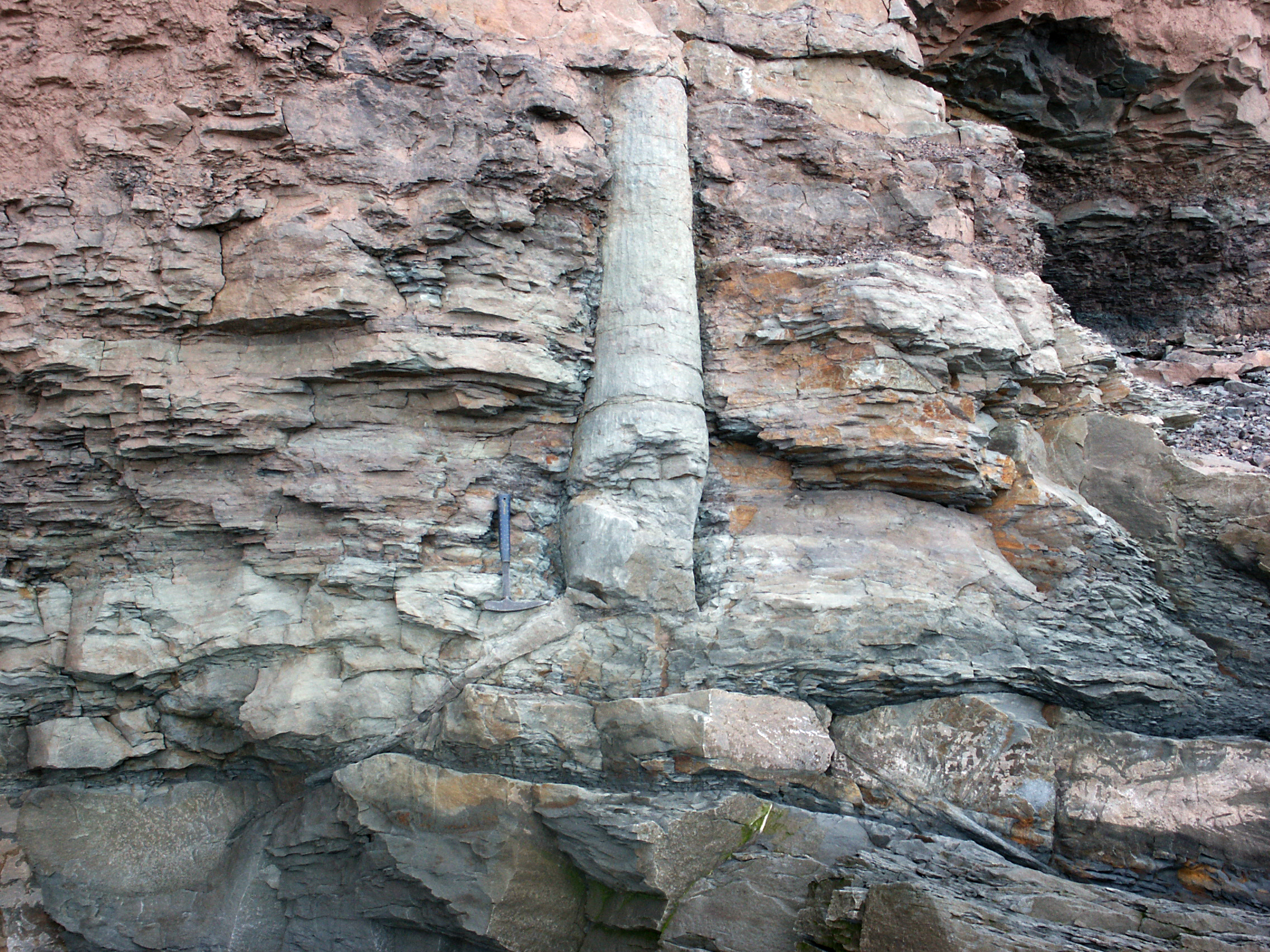
نبات ليكوبسيدي قديم في الموقع، ربما من نوع سيجيلاريا، مع جذور ستيجمارية متصلة به. العينة من تكوين جوجينز (بنسلفانيا)، حوض كمبرلاند، نوفا سكوشا.

أحفورة متعددة الطبقات في الجيولوجيا (بالإنجليزية:Polystrate fossil ) هي أحفورة لكائن (مثل جزع شجرة) تمتد عبر عدة طبقات من طبقات الأرض وبالتالي عبر عدة عصور جيولوجية. وقد اكتشفت في كثير من أنحاء العالم مثل تلك الأحفوريات، أيضا في شكل غابات أحفورية .
توجد في شرق الولايات المتحدة الأمريكية وشرق كندا وفي إنجلترا وفرنسا وألمانيا وأستراليا ، وهي توجد بصفة خاصة في مناطق وجود الفحم الحجري . وخلال طبقات العصر الكربوني ذات طبقات الفحم ليس من النادر وجود ما يسمى ستيجماريا (جذور أشجار) في نفس الطبقة الأرضية . ولا توجد ستيجماريا على الإطلاق بعد طبقات عصر الفحم-الحديدي، حيث تحتوي فقط على الفحم ، وأشجار متعددة الطبقات أو كلاهما معا .